# إدريس محمد
إدريس محمد (بالإنجليزية: Idris Muhammad)‏ هو عازف جاز أمريكي، ولد في 13 نوفمبر 1939 في نيو أورلينز في الولايات المتحدة، وتوفي بنفس المكان في 29 يوليو 2014.

## وصلات خارجية
- إدريس محمد على موقع ميوزك برينز (الإنجليزية)
- إدريس محمد على موقع أول ميوزيك (الإنجليزية)
- إدريس محمد على موقع ديسكوغز (الإنجليزية)
- إدريس محمد على موقع ديسكوغز (الإنجليزية)
- إدريس محمد على موقع ديسكوغز (الإنجليزية)